# رام و بارلام
رام و بارلام (به هندی: Ram Balram) فیلمی محصول سال ۱۹۸۰ و به کارگردانی ویجی آناند است. در این فیلم بازیگرانی همچون درمندرا، آمیتاب باچان، زینت امان، ریکا، آجیت خان، امجد خان، پریم چوپرا، هلن ایفای نقش کرده‌اند.